# Кастере, Норбер
Норбер Кастере (фр. Norbert Casteret) (1897—1987) — французский исследователь пещер, спелеолог. 
Родился в 1897 году, в семье адвоката. До 8 лет жил в своей родной деревне Сент-Матори, в департаменте Верхняя Гаронна, в предгорьях Пиренеев. Затем с семьей переехал в город Тулуза. Впервые он спустился под Землю в возрасте 5 лет. А в 11 начал путешествовать по подземным лабиринтам.
Восемнадцатилетним, в 1915 году Кастере вступил добровольцем в артиллерийский полк. На войне был серьезно ранен.
После Первой Мировой Войны Норбер Кастере продолжил образование в Тулузском университете, на юридическом факультете.
В 1922 году Кастере открыл в Пещере Монтеспан (Северные Пиренеи) резные и скульптурные изображения эпохи палеолита.
В 1924 году Норбер Кастере женился на девушке по имени Элизабет. У пары было 5 детей.
К 1960 году Норбером Кастере было исследовано более полутора тысяч пещер. Норбер Кастере написал множество книг о своих исследованиях, таких как «Зов Бездны» и «Моя жизнь под землей».
Умер Норбер Кастере в 1987 году.